# Robert FitzGerald, XIX conte di Kildare
Robert Fitzgerald, XIX conte di Kildare (4 maggio 1675 – 20 febbraio 1743), è stato un nobile irlandese.

## Biografia
Era il figlio di Robert Fitzgerald, figlio minore di George FitzGerald, XVI conte di Kildare, e di sua moglie Mary Clotworthy, figlia di James Clotworthy.

## Carriera
Nel 1707 successe al cugino come conte di Kildare. Fu membro del Consiglio privato irlandese nel 1710. Nel 1714 prestò servizio come Lord Justice d'Irlanda.

## Matrimonio
Sposò, il 7 marzo 1708, Lady Mary O'Brien, figlia di William O'Brien, III conte di Inchiquin e di Mary Villiers. Ebbero otto figli ma solo tre raggiunsero l'età adulta:
- Lord Richard, sposò Margareth King, ebbero una figlia;
- Lady Margaretta (?-19 gennaio 1766), sposò Wills Hill, I marchese del Downshire, ebbero tre figli;
- James FitzGerald, I duca di Leinster (1722-1773).

## Morte
Morì il 20 febbraio 1743.